# Brione sopra Minusio
Brione sopra Minusio é uma comuna da Suíça, no Cantão Tessino, com cerca de 507 habitantes. Estende-se por uma área de 3,8 km², de densidade populacional de 133 hab/km². Confina com as seguintes comunas: Avegno, Mergoscia, Minusio, Tenero-Contra.
A língua oficial nesta comuna é o Italiano.